# NBQX
El NBQX es un antagonista del receptor AMPA.

## Acción farmacológica

### Ansiolítico
Alivia la ansiedad, la tensión y promueve la sedación. Tiene un efecto calmante sin alterar la conciencia. Se utiliza en el tratamiento de trastornos de ansiedad.

### Anticonvulsivo
Es utilizado para prevenir ataques convulsivos o disminuir su intensidad.